# 凯琳·科比特
凯琳·科比特（英語：Kaylene Corbett，1999年6月15日—），南非女子游泳运动员，2022年英联邦运动会女子200米蛙泳铜牌得主、2021年世界大运会女子100米蛙泳和女子200米蛙泳银牌得主、2025年世界锦标赛女子200米蛙泳铜牌得主。